# Waiting for Cousteau
Waiting for Cousteau  (рус. «В ожидании Кусто») — седьмой студийный альбом Жана-Мишеля Жарра, вышедший в 1990 году. Альбом посвящён французскому морскому исследователю Жаку-Иву Кусто и вышел в его 80-й день рождения, 11 июня 1990 г.

## Об альбоме
Первоначально альбом должен был называться Cousteau on the beach («Кусто на пляже»), но позже название было изменено, так как по мнению Кусто общественные пляжи наносят вред окружающей среде. Название En attendant Cousteau является обыгрышем названия пьесы Сэмюэля Беккета «В ожидании Годо» (En attendant Godot).
Waiting for Cousteau отличается уклоном в эмбиент, в этом жанре написана 47-минутная заглавная композиция; на виниловой пластинке она была обрезана на 20-й минуте, из-за нехватки места. 
Из-за существенного отличия от других альбомов в стилистике (в особенности, заглавной композиции, которую назвали новаторской), критики признали его одной из величайших работ композитора.
Трек «En attendant Cousteau» используется в качестве музыкального сопровождения к документальному фильму «Палаван: последний оплот».

## Список композиций
1. «Calypso» — 8:24
2. «Calypso» (Part 2) — 7:10
3. «Calypso» (Part 3) («Fin de siècle») — 6:28
4. «Waiting for Cousteau» — 46:55

## Музыканты, участвовавшие в записи
- Жан-Мишель Жарр — клавишные, синтезаторы;
- Доминик Перрье — синтезаторы;
- Мишель Жейс — синтезаторы;
- Ги Делакруа — бас (1);
- Кристоф Дешам — ударные (1);
- «Amoco Renegades» — стил-бэнд под управлением Джита Самару (1-3).

### Технические данные
- Треки 1-3 записаны на Coral studio, Port of Spain, сведены на Guillame Tell studio, Paris. Звукорежиссёры — Дени Ванзетто, Бруно Мильона. Трек 4 записан и сведен Жаном-Мишелем Жарром на Croissy studio, France.[3]
- Концепция обложки: Pastelle.